# Az ír kívánság
Az ír kívánság (eredeti cím: Irish Wish) 2024-ben bemutatott amerikai romantikus filmvígjáték, amelyet Janeen Damian rendezett. A főbb szerepekben Lindsay Lohan, Edward Speleers, Alexander Vlahos, Ayesha Curry és Elizabeth Tan látható.
Amerikában és Magyarországon 2024. március 15-én a Netflixen mutatták be.

## Cselekmény
Maddie Kelly titokban szerelmes Paul Kennedy-be, abba az íróba, akinek az elmúlt évben szerkesztette műveit, és akinek írását és cselekményvezetését jelentősen javította. Bár anyjának elmondta érzéseit, legjobb barátnőinek, Emmának és Heathernek nem vallotta be. Éppen mielőtt Maddie megosztaná érzéseit Paullal, az író arra kéri őt, hogy segítsen neki megírni a következő regényét. Paul találkozik Emmával, és gyorsan kölcsönös vonzalom alakul ki köztük.
Három hónappal később a három gyerekkori barát Paullal együtt Írországba repül, hogy Emma és Paul összeházasodjanak. Maddie félreteszi érzéseit, hogy Heatherrel együtt koszorúslány lehessen. A poggyászkiadásnál Maddie összekülönbözik egy angol férfival, James Thomasszal a bőröndjük miatt, mivel azok teljesen egyformák. Miközben a talált tárgyak osztályán vesztegelnek, Maddie ragaszkodik hozzá, hogy a többiek nélküle folytassák útjukat. Maddie kénytelen busszal eljutni a Kennedy-házba; az úton szóváltásba keveredik James-szel, aki vadfotós.
A három barát, Paul és annak testvére, Kory egy tóhoz mennek piknikezni. Úgy döntenek, hogy két evezős csónakkal kimennek a vízre, de Maddie inkább hátramarad, mert úgy érzi, felesleges ötödik kerék. Talál egy kívánságpadot, és miközben azt kívánja, bárcsak Paul őt venné el, megjelenik egy tündér. Egy erős szélroham után Maddie elájul, majd menyasszonyként ébred. Bár úgy tűnik, az álma valóra vált, egyre több kétsége támad. Először is, amikor Paul biciklitúrát javasol, Maddie ügyetlensége miatt Emma veszi át a helyét. Ráadásul Maddie-nek egy családi ereklyeként őrzött menyasszonyi ruhát kell viselnie a saját helyett.
Maddie hallja és meglátja a tündért, utánaered, majd James Triumph TR kabriójába zuhan. A tündér miatt James nem emlékszik korábbi találkozásukra, de Maddie igen. Eközben a felbérelt esküvői fotós lemondta a munkát, és Paul anyja megköszöni Maddie-nek, hogy megtalálta James-t helyette. Mivel James éppen most tudta meg, hogy az eredetileg tervezett birkanyíró esemény, amit fotóznia kellett volna, elmarad, elfogadja az ajánlatot.
Aznap éjjel, amikor Paul befekszik Maddie mellé az ágyba, és megérinti őt, Maddie álmából felriadva megijed, és ösztönösen megüti Pault. Reggelre Paul még mindig nem érzi jól magát, így Maddie egyedül indul James-szel, hogy festői helyszíneket keressenek az esküvői fotókhoz. Visszafelé azonban egy viharban kidőlt fa elzárja az utat, ezért kénytelenek egy közeli kocsmában menedéket keresni. Az estét együtt töltik, dartsot játszanak, söröznek és táncolnak. Épp időben érkeznek vissza a próbaestre, ahol a tündér – aki kiderül, hogy Írország védőszentje, Szent Brigitta – újra megijeszti Maddie-t.
Maddie hamar ráébred, hogy az igazi lelki társa nem Paul, hanem James. Az esküvő reggelén James észreveszi, hogy Maddie szomorú, de ő nem árulja el az érzéseit. Maddie később elmondja a papnak, hogy mit kívánt Szent Brigittától, mire a pap azt feleli, hogy Brigitta huncut természetű: nem azt adja az embereknek, amit kérnek, hanem azt, amire valóban szükségük van.
Maddie találkozik Emmával az esküvő előtt, és megerősíti az érzéseit Paul iránt, majd megígéri, hogy megpróbálja rendbe hozni a dolgokat. Amikor eljön az ideje, hogy végigsétáljon a padsorok között, hétköznapi ruhákban érkezik, és javasolja, hogy az esküvőt ne tartsák meg, mert a pár nem szerelmes egymásba. Paul feldühödik, meglátja Jamest és Maddie-t beszélgetni, ezért ráugrik Jamesre, akit Maddie szakítása miatt okol.
James távozik, Maddie pedig utána megy. James bűntudatot érez, amiért részben őt hibáztatják a történtekért. Megcsókolják egymást, de a körülmények miatt James elhajt. Maddie visszatér a kívánságpadhoz, és megkéri Szent Brigittát, hogy vonja vissza a kívánságát, így az idő újra visszafordul. Paul és Emma összeházasodnak, és a lakodalom után Maddie közli Paullal, hogy nem fogja tovább szerkeszteni a könyveit, hacsak nem tüntetik fel társszerzőként. Ezután Maddie megtalálja Jamest a kocsma melletti padon, aki most már emlékszik rá a repülőtérről és a buszról, így újra kezdhetik a kapcsolatukat.

## Szereplők
| Szerep                  | Színész          | Magyar hang        |
| ----------------------- | ---------------- | ------------------ |
| Madeline "Maddie" Kelly | Lindsay Lohan    | Bogdányi Titanilla |
| James Thomas            | Edward Speleers  | Hajdu Tibor        |
| Paul Kennedy            | Alexander Vlahos | Szatory Dávid      |
| Heather                 | Ayesha Curry     | Mikecz Estilla     |
| Emma Taylor             | Elizabeth Tan    | Farkasházi Réka    |
| Olivia Kennedy          | Jacinta Mulcahy  | Csere Ágnes        |
| Rosemary Kelly          | Jane Seymour     | Kovács Nóra        |
| Kory Kennedy            | Matty McCabe     | Szántó Balázs      |

### Magyar változat
- Magyar szöveg: Barabás Orsolya
- Hangmérnök és vágó: Takács György
- Felvevő hangmérnök: Gombár Bendegúz
- Gyártásvezető: Farkas Márta
- Szinkronrendező: Kertész Andrea
- Produkciós vezető: Fekete Márk

A szinkront a Direct Dub Studios készítette el.

## A film készítése
Miután Lindsay Lohan visszatért a színészkedéshez a Karácsonyi románc című ünnepi romantikus filmvígjátékkal, a Netflix 2022 márciusában bejelentette, hogy folytatják az együttműködést vele egy olyan megállapodás keretében, amelyben két új filmben fog szerepelni. 2022 májusában Lohan a Forbes-nak beszélt erről a megállapodásról.
2022. szeptember 1-jén a Netflix hivatalosan bejelentette a filmet, amely része Lindsay Lohan kétfilmes kreatív együttműködésének a streaming szolgáltatóval, és ismertették a film alapötletét is. Lohan ismét együtt dolgozott Janeen Damian filmrendezővel, akivel korábban a Karácsonyi románc című filmen dolgoztak együtt. Damian a forgatókönyv rendezésére vállalkozott, amelyet Kirsten Hansen írt. A film producerei a Motion Picture Corporation of America részéről Brad Krevoy, a Riviera Films részéről pedig Michael Damian voltak, míg Kirsten Hansen, Amanda Phillips, Jimmy Townsend és Vince Balzano vezető producerként működtek közre. Hansen elmondta, hogy a történet eredetileg Olaszországban játszódott, és European Wedding munkacímen futott. Első vázlatát 2020 januárjában adta át Krevoynak, és még abban az évben benyújtották a Netflixnek. Damian később Lohan projektben való részvételéről is beszélt, kijelentve: „Nagyon aktívan részt vesz a történetben, és rendkívül kommunikatív. Nagyon könnyű vele így együtt dolgozni.”

### Forgatás
2022 augusztusában a helyi médiában először számoltak be arról, hogy Lindsay Lohan egy új filmet fog forgatni több helyszínen Írországban a következő hónapban. Egy testdublőrre vonatkozó castingfelhívásból kiderült, hogy a forgatási helyszínek Dublin, Wicklow és Westport lesznek, a forgatás időszaka pedig 2022. szeptember 5. és október 14. között zajlik.